# Dolomedes raptor
Dolomedes raptor là một loài nhện trong họ Pisauridae.
Loài này thuộc chi Dolomedes. Dolomedes raptor được Friedrich Wilhelm Bösenberg & Embrik Strand miêu tả năm 1906.